# HD 49878
HD 49878 är en orange jätte i stjärnbilden Giraffen. Stjärnan har en skenbar magnitud på +4,55 och ligger på ungefär 187 ljusårs avstånd från jorden.
HD 49878 misstänktes vara variabel och fick därför beteckningen M Camelopardalis. Den har senare avförts från listan över variabla stjärnor.